# 7.5 cm KwK 40
7.5 cm KwK 40 (独: 7,5 cm Kampfwagenkanone 40）は第二次世界大戦中期から末期にかけてドイツ陸軍が使用した戦車砲。設計、製造はクルップ社及びラインメタル社。

## 概要
口径75 mmで43口径長 (L/43)、または48口径長 (L/48) の戦車砲。第二次世界大戦中期から末期のIV号戦車、III号突撃砲に搭載された。
III号戦車の5 cm KwK 39 L/60やそれまでIV号戦車に搭載していた短砲身の7.5 cm KwK 37 L/24ではソビエト連邦のKV-1重戦車、傾斜装甲を取り入れたT-34中戦車に対しては歯が立たず、実戦部隊から現状より強力な貫徹力を有する戦車砲の搭載を求める要望が上がり、早急に開発するため砲身はラインメタル・ボルジッヒ社製の牽引式対戦車砲7.5 cm PaK 40を母体に7.5 cm KwK 37 L/24の砲架と砲尾を発展させ開発された。
砲身が伸びた分、前のめりになる傾向となったためスプリングを使ってバランスを取っている。
開発当初は7,5 cm Kampfwagenkanone 44と呼ばれていたが、後に7,5 cm Kampfwagenkanone 40に改められた。1942年3月頃からIV号戦車とIII号突撃砲に7.5 cm KwK 37 L/24から換装する形で、43口径長 (L/43) から搭載された。砲身長の違いにより、ごく短期間製造されたL/43と、初速を増すため砲身長を伸ばす改良がなされたL/48の2種類が存在する。
III号突撃砲に搭載されたものは、砲兵科の管轄になるため7.5cm StuK 40（7,5 cm Sturmkanone 40）と呼ばれる。7.5 cm StuK 40は旋回砲塔に搭載しない為、角度が限定されるが砲架が旋回し、間接射撃用の照準器を備えている。また、駐退機が7.5 cm KwK 40は砲身の左右に配置されていたが、7.5 cm StuK 40は砲身の上に並べる様に配置されている。
薬室は母体となった7.5 cm Pak 40の水平鎖栓式閉鎖機とは異なり7.5 cm KwK 37に準じた垂直鎖栓式閉鎖機と電気発射機構を持つ。発砲後、自動的に薬莢が排出され開いたままとなり、新たな砲弾を装填後に自動的に閉鎖される。狭い戦車の車内に積載する関係上、取り回しを良くする為、薬莢は7.5 cm Pak 40用より短い495 mmのボトルネック形状のものが採用された。
L/43とL/48、また7.5 cm StuK 40、7.5 cm Pak 39との弾薬の互換性はあるが、7.5 cm KwK 37 、7.5 cm Pak 40、7.5 cm KwK 42とは薬室長が異なる為、互換性はない。

### L/43

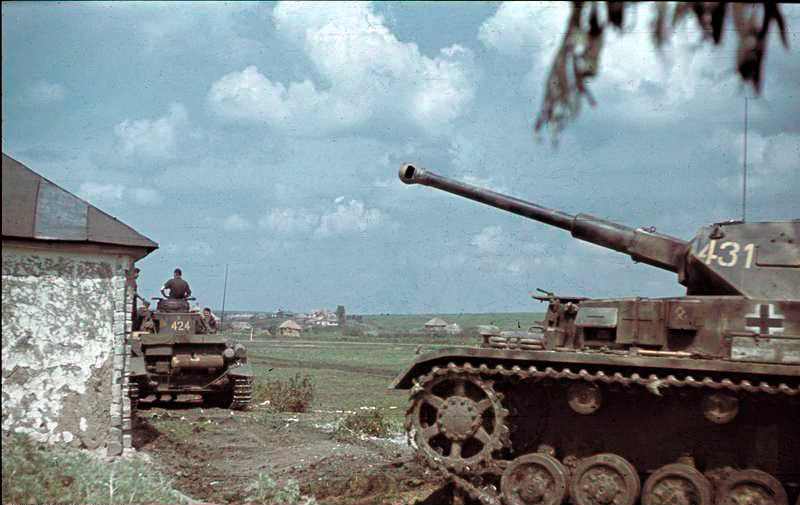
Ⅳ号戦車F2もしくはG初期型に搭載された7.5 cm KwK 40 L/43。特徴的な球状マズルブレーキが分かる

1942年初頭から8月までの短い期間生産された初期型。46口径の対戦車砲を元に開発されたが、ボトルネック化された薬莢が短くなったため薬室も短縮され、ここを含めての口径が46から43になった。7.5 cm KwK40、7.5 cm StuK 40、併せて約1,800門生産された。
生産初期ではマズルブレーキ（砲口制退器）が球状のシングルバッフル型だったが、後にダブルバッフル型に変更された。

### L/48
1942年8月から生産された改良型。砲身長をL/43に対して334 mm伸ばし砲口初速を向上させた。7.5 cm KwK40、7.5 cm StuK 40、併せて約15,000門生産された。
製造時期により、ダブルバッフル型のマズルブレーキに対する形状変更が多くなされた。

## 性能
- 口径:75 mm
- 砲身長: 43口径 (3,281 mm) 48口径 (3,615 mm)
- 重量:1,425 Kg
- 砲口初速:790 m/秒（"Pzgr39" L/48）

### 弾種
- Pzgr.39:徹甲弾
- Pzgr.40:徹甲弾
- Sprgr.34:榴弾
- Gr.38 Hl/B:成型炸薬弾
- Gr.38 Hl/C:成型炸薬弾

| 砲種               | 砲身長(mm) | 砲弾             | 砲口初速(m/s) | 100 m | 500 m | 1,000 m | 1,500 m | 2,000 m |
| ------------------ | ---------- | ---------------- | ------------- | ----- | ----- | ------- | ------- | ------- |
| 7.5 cm KwK 37 L/24 | 1766.5     | K.Gr.Patr.rot.Pz | 385           | 41    | 39    | 35      | 33      | 30      |
| 7.5 cm KwK 40 L/43 | 3281       | PzGr.39          | 740           | 99    | 91    | 82      | 72      | 63      |
| 7.5 cm KwK 40 L/48 | 3615       | PzGr.39          | 790           | 106   | 96    | 85      | 74      | 64      |
| 7.5 cm KwK 42 L/70 | 5250       | PzGr.39/42       | 935           | 138   | 124   | 111     | 99      | 89      |

## 搭載車両

### L/43
- IV号戦車 F2、G（初期）
- III号突撃砲 F

### L/48
- IV号戦車 G（後期）、H、J
- III号突撃砲 F/8、G
- IV号突撃砲
- G-13（戦後、スイス軍向け軽駆逐戦車ヘッツァー）